# 今宵エデンの片隅で
『今宵エデンの片隅で』（こよいエデンのかたすみで）は、GARNET CROWの22枚目のシングル。2006年8月16日に発売された。

## 解説
4ヶ月連続CDリリースの第2弾で、本人たちも待望していたデジパック仕様での出荷となる。デジパック仕様の作品はこれが初めてである。
アニメ『メルヘヴン』のエンディングテーマに採用された。同番組のオープニングテーマには当時既に、前月にシングルとして発表した「夢・花火」が起用されており、同番組ではオープニングテーマ・エンディングテーマ共にGARNET CROWが担当することとなった。また地方番組のタイアップも含めると合計で3つと、GARNET CROWの楽曲では最もタイアップの多い楽曲となっている。
セールス面においては、購入特典としてGARNET CROW初となるオリジナルグッズプレゼントが実施された。次作「まぼろし」との連動特典で、フラワーセット・チェスセット・ミニガットギター・リラックスクッションの各いずれかがメンバーコメントカードと共に、総計40人に当たるというものである。

## 批評
CDjornalによると弾む様なメロディとテンポ良いリズムに「目には見えない愛の形」を乗せたポップチューンと評された。

## 収録曲
1. 今宵エデンの片隅で
  - 作詞：AZUKI七 / 作曲：中村由利 / 編曲：古井弘人

テレビ東京系アニメ『メルヘヴン』エンディングテーマ[1]
長野朝日放送『情報パラダイス』エンディングテーマ
テレビ金沢『びービーみつばち』エンディングテーマ
2. 失われた物語
  - 作詞：AZUKI七 / 作曲：中村由利 / 編曲：古井弘人
3. nonsense
  - 作詞：AZUKI七 / 作曲：中村由利 / 編曲：古井弘人
4. 今宵エデンの片隅で 〜instrumental〜

## 収録アルバム
今宵エデンの片隅で
- THE TWILIGHT VALLEY
- メルヘヴン THEME SONG BEST
- THE BEST History of GARNET CROW at the crest...
- THE ONE 〜ALL SINGLES BEST〜

失われた物語
- THE BEST History of GARNET CROW at the crest...（初回限定盤のみ）

nonsense
- GOODBYE LONELY 〜Bside collection〜

## カバー
- チラ見セーズ - 『チラ見音楽 MAX Vol.7 Instrumental』（2011年11月26日配信）収録。
- Utako - コンピレーションアルバム『JAPAN ANIMESONG COLLECTION VOL.8』（2017年2月9日配信）収録。